# ISTQB
ISTQB (viết đầy đủ là International Software Testing Qualifications Board) là một tổ chức phi lợi nhuận cung cấp chứng chỉ thẩm định chất lượng của kiểm thử phần mềm có giá trị toàn cầu. Tổ chức được thành lập vào tháng 11 năm 2002 tại Edinburgh (Scotland).
ISTQB® Certified Tester là một chứng chỉ do ISTQB cung cấp. Đây là một chứng chỉ tiêu chuẩn dành cho những người thực hiện việc kiểm thử phần mềm (software tester). Tính đến tháng 6 năm 2014, ISTQB đã cấp chứng chỉ kiểm thử phần mềm cho 350 000 người và có đến 49 hội động đánh giá rải khắp 72 quốc gia trên thế giới.

## Các loại chứng chỉ
ISTQB® hiện đang cung cấp 3 mức (level) chứng nhận:
- ISTQB Foundation Level (CTFL): tương ứng với mức cơ bản
- ISTQB Advanced Level (CTAL): tương ứng với mức độ nâng cao, bao gồm các nội dung:
  - Test Manager
  - Test Analyst
  - Technical Test Analyst
- Advanced Level (CTAL) - Full Advanced Level (sau khi đã hoàn thành các bài kiểm tra nêu trên ở mức độ nâng cao)
- Expert Level: mức độ chuyên gia, gồm các nội dung:
  - Cải tiến quy trình kiểm thử.
  - Quản lý kiểm thử
  - Kiểm thử tự động (dự kiến sẽ triển khai cung cấp chứng chỉ này vào năm 2015)[1]
  - Kiểm thử an toàn thông tin (dự kiên sẽ triển khai vào năm 2015)[1]

## Nội dung của các kỳ thi cấp chứng chỉ ISTQB
Bài thi cho mức độ cơ bản chủ yếu là các câu hỏi lý thuyết và đòi hỏi phải có kiến thức về phát triển phần mềm - đặc biệt là trong lĩnh vực kiểm thử phần mềm.

## Yêu cầu cần có trước khi tham gia
Bất kì ai đều có thể tham dự thi để cấp chứng chỉ ở mức độ cơ bản. 

## Exam
Các bài thi ở mức độ cơ bản (Foundation exam) và mức độ nâng cao (Advanced exam) là các bài test gồm các câu hỏi có nhiều đáp án (multiple-choice test).
Hình thức thi Online thì lệ phí là khoảng 4 triệu VNĐ, và thi trên máy ở những địa điểm do đơn vị được ủy quyền chỉ định, thi bất cứ lúc nào. Tuy nhiên nếu thi online thì sau này muốn thi lên ISTQB advance bạn phải làm thêm một bài thi nữa trên giấy
Chứng chỉ có giá trị vô thời hạn (mức độ cơ bản và nâng cao) và không yêu cầu phải xin chứng nhận lại.
Sẽ có một hội đồng chịu trách nhiệm đánh giá các bài thi và quyết định cấp chứng chỉ. Ở Việt Nam, tổ chức Testing (Vietnamese Testing Board - VTB) cũng đã được thành lập vào năm 2007

### Mức cơ bản
- Thomas Müller (chair), Rex Black, Sigrid Eldh, Dorothy Graham, Klaus Olsen, Maaret Pyhäjärvi, Geoff Thompson and Erik van Veendendaal (2007) Certified Tester - Foundation Level Syllabus - Version 2007, International Software Testing Qualifications Board (ISTQB), Möhrendorf, Germany[4]
- Andreas Spillner, Tilo Linz, Hans Schäfer (2006) Software Testing Foundations - A Study Guide for the Certified Tester Exam - Foundation Level - ISTQB compliant, 1st print. dpunkt.verlag GmbH, Heidelberg, Germany. ISBN 3-89864-363-8
- Andreas Spillner, Tilo Linz (2005) Basiswissen Softwaretest - Basiswissen Softwaretest: Aus- und Weiterbildung zum Certified Tester: Foundation Level nach ISTQB-Standard, 3rd extended and updated run, dpunkt.verlag GmbH, Heidelberg, Germany. ISBN 3-89864-358-1
- Brian Hambling (ed.) Peter Morgan, Geoff Thompson, Angelina Samaroo, Peter Williams (2006) Software Testing: An ISEB Foundation, British Computer Society, ISBN 978-1-902505-79-4

### Mức nâng cao
- German Testing Board e.V. (2003) Software Testing - Advanced Level Syllabus - ISTQB-Certified-Tester, Advanced Level, Version 1.2(E). European Organization for Quality - Software Group, Erlangen, Germany[5]
- Erik van Veenendaal (ed. and author) (2005) The Testing Practitioner, 3rd run, UTN Publishers, CN Den Bosch, the Netherlands, ISBN 90-72194-65-9
- Andreas Spillner, Tilo Linz, Thomas Roßner, Mario Winter (2006) Praxiswissen Softwaretest - Testmanagement: Aus- und Weiterbildung zum Certified Tester: Advanced Level nach ISTQB-Standard, 1st run, dpunkt.verlag GmbH, Heidelberg, Germany, ISBN 3-89864-275-5
- Graham Bath / Judy McKay (2008) The Software Test Engineer's Handbook - A Study Guide for the ISTQB Test Analyst and Technical Test Analyst Advanced Level Certificates, Rocky Nook, USA; ISBN 978-1-933952-24-6
- Andreas Spillner / Tilo Linz / Thomas Rossner / Mario Winter (2007) Software Testing Practice: Test Management, A Study Guide for the Certified Tester Exam ISTQB Advanced Level, Rocky Nook, USA, ISBN ISBN 978-1-933952-13-0
- Patrick Hendrickx, Chris Van Bael and Alain Bultink (2010), Advanced Test Management Based on the ISTQB® Syllabus, Ps_Testware, Belgium, ISBN 978-9090257273